# Kristina Bader
Kristina Bader (Angren, URSS, 10 de noviembre de 1981) es una deportista alemana que compitió en bobsleigh en la modalidad doble.
Ganó una medalla de oro en el Campeonato Mundial de Bobsleigh de 2004. Participó en los Juegos Olímpicos de Salt Lake City 2002, ocupando el octavo lugar en la prueba doble.

## Palmarés internacional
| Campeonato Mundial | Campeonato Mundial   | Campeonato Mundial | Campeonato Mundial |
| Año                | Lugar                | Medalla            | Prueba             |
| ------------------ | -------------------- | ------------------ | ------------------ |
| 2004               | Königssee (Alemania) | Medalla de oro     | Doble              |